# Epigynopteryx epelidaria
Epigynopteryx epelidaria är en fjärilsart som beskrevs av Paul Mabille. Epigynopteryx epelidaria ingår i släktet Epigynopteryx och familjen mätare. Inga underarter finns listade i Catalogue of Life.